# Olympiaturm
Олимпиатурм (нем. Olympiaturm) — телебашня в Мюнхене (Германия). Имея высоту 291 метр, занимает 47-ю строчку в списке самых высоких телевизионных башен мира. Второе по высоте сооружение Баварии после Нюрнбергской телебашни.

## Описание
В башне, находящейся в восточной части Олимпийского парка, расположены вращающийся ресторан нем. Arena One и «обычный ресторан» «Венский лес» (логотип ресторана запрещено было устанавливать на здании), закрытая обзорная площадка (на высоте 185 метров) с небольшим музеем рок-н-ролла нем. Rockmuseum Munich (с 2004 года), клуб «Львы». Ресторан Arena One находится на высоте 181—182 метра, рассчитан на 230 человек, полный оборот вокруг своей оси занимает 53 минуты. В случае если скорость ветра превышает 80 км/ч, вращение ресторана прекращается. На высоте 189 метров находится открытая смотровая площадка.

Здание обслуживают три лифта: два пассажирских, движущихся со скоростью 7 м/сек (подъём занимает 27 секунд) и грузоподъёмностью 30 человек, и один технический, принадлежащий компании Deutsche Telekom, который поднимает сотрудников со скоростью 4 м/сек.

Фундамент башни достигает глубины 12 метров и имеет форму тарелки.

«Олимпиатурм» открыта для посещения ежедневно с 9-00 до 0-00.

На башне предлагается (информация 2016 года) сделать первую в мире круглосуточную панорамную веб-камеру, снимающую в режиме цейтрафферной съёмки.
Основные параметры
- Строительство: с 1965 по 1968 год
- Высота: 291,3 м
- Масса: 52 500 тонн, включая фундамент
- Этажей: 7
- Лифтов: 3
- Стоимость строительства: 22 млн марок
- Владелец: Мюнхен

### Теле- и радиокоммуникации
Башня Олимпиатрум служит передатчиком для нескольких десятков теле- и радиоканалов, аудитория которых составляет около 6 миллионов человек. Некоторые каналы:

Радио: Radio 2Day, Radio Horeb / LORA München / Christliches Radio München / Radio Feierwerk, Energy München, 95.5 Charivari, Radio Gong 96,3, Antenne Bayern, Klassik Radio, Deutschlandfunk, Bayern 1, Bayern 2 plus, Bayern 3, BR-Klassik, B5 plus, Bayern plus, on3-radio, Rock Antenne, Radio Galaxy.
Телевидение: Das Erste, RTL Television, RTL II, Super RTL, VOX, ZDF, 3sat, ZDFinfo, KiKA / ZDFneo, ProSieben, Sat.1, kabel eins, N24, Euronews, München TV, HSE24, Arte, Phoenix, EinsPlus, Bayerischer Rundfunk, ARD-alpha, SWR Fernsehen

## История
Впервые предложение о постройке данного сооружения прозвучало в 1957 году. 29 февраля 1964 года строительство было согласовано и началось 1 июня 1965 года. 10 августа 1965 года под краеугольный камень башни была заложена капсула, в которой содержатся несколько монет, газет и послание к потомкам. Работа шла с примерной скоростью два метра в день, и уже в декабре 1965 года сооружение достигло высоты 151 метр. Торжественное открытие сооружения произошло 22 февраля 1968 года и было приурочено к предстоящим Летним Олимпийским играм-1972.
С 1993 по 2011 год в башне ежегодно в октябре проводился «забег по лестнице» на 1230 ступеней, но после он был отменён в связи с отсутствием финансирования.
В 1999 году Олимпиатурм была закрыта на масштабную реконструкцию на три месяца.

5 апреля 2005 года была произведена замена главной антенны башни, в результате чего её высота увеличилась с 289,5 до 291,3 метров. Сама новая антенна имеет высоту 19,2 метра и весит 6,2 тонны. Эта работа была проведена при помощи вертолётов Ка-32 швейцарских ВВС.

В 2009 году в башне была установлена современная система пожаротушения.
С 1968 по конец 2014 года башню посетили более 41 миллиона человек.

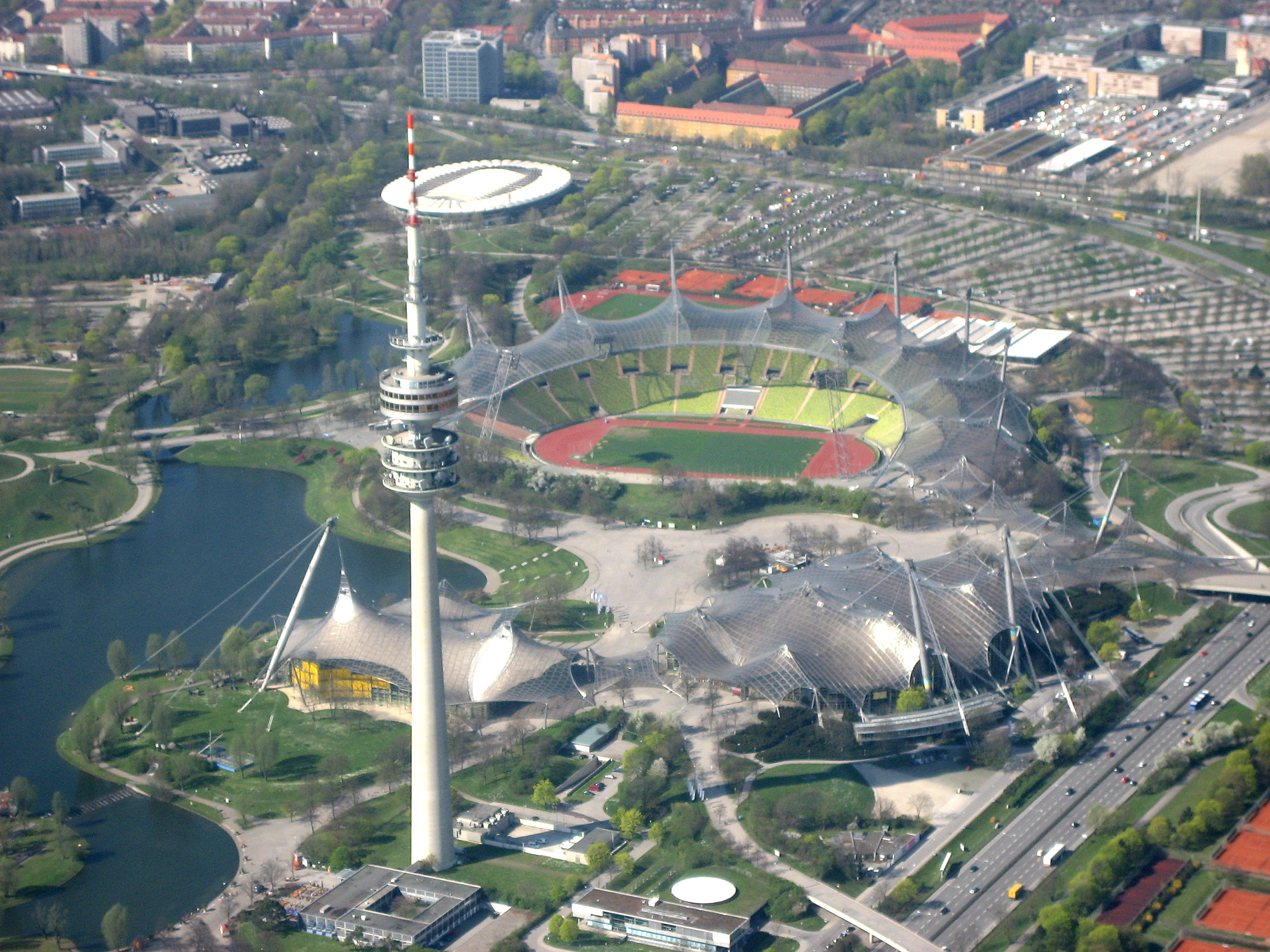
Вид с воздуха
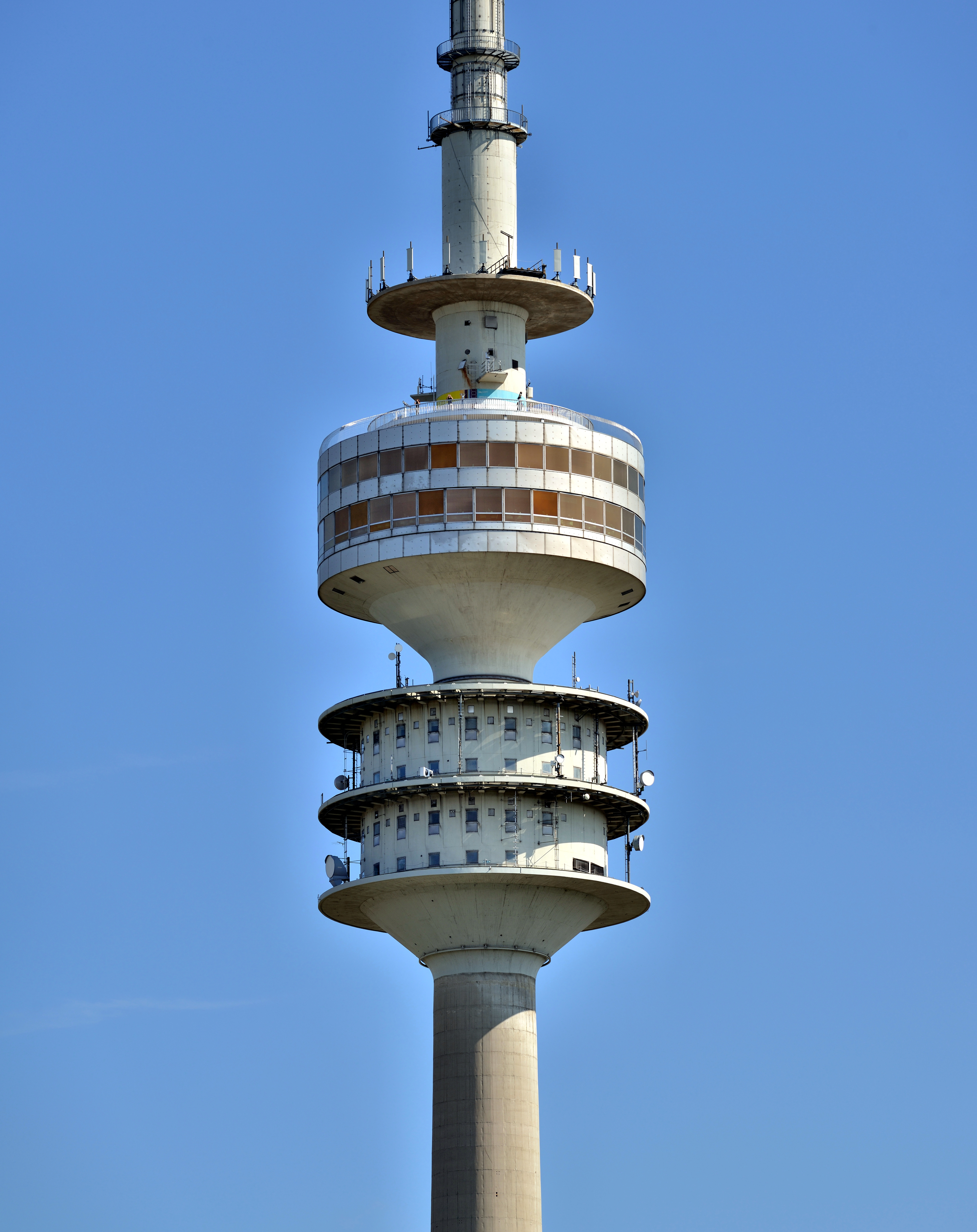
Ресторан и обзорные площадки
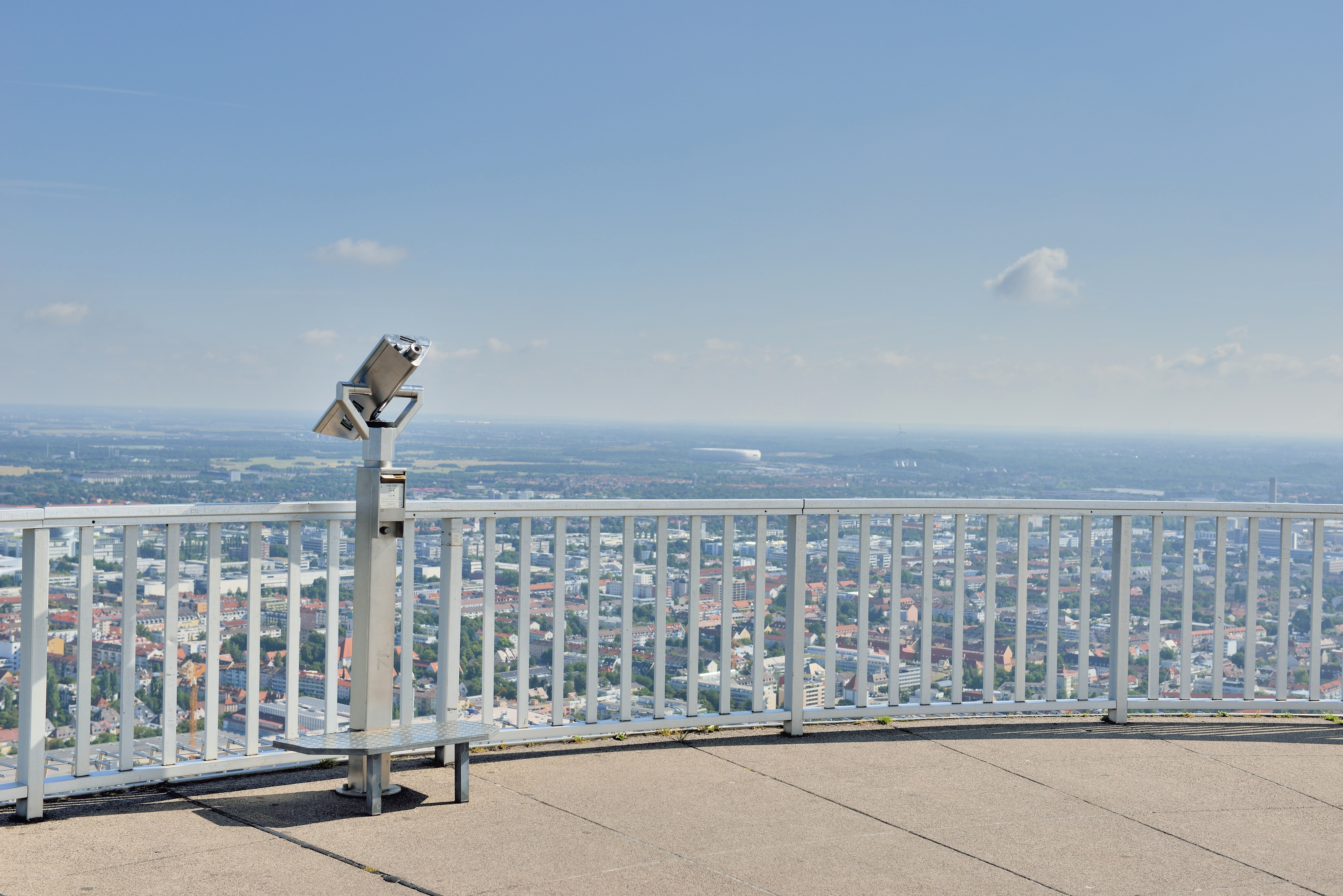
На открытой обзорной площадке
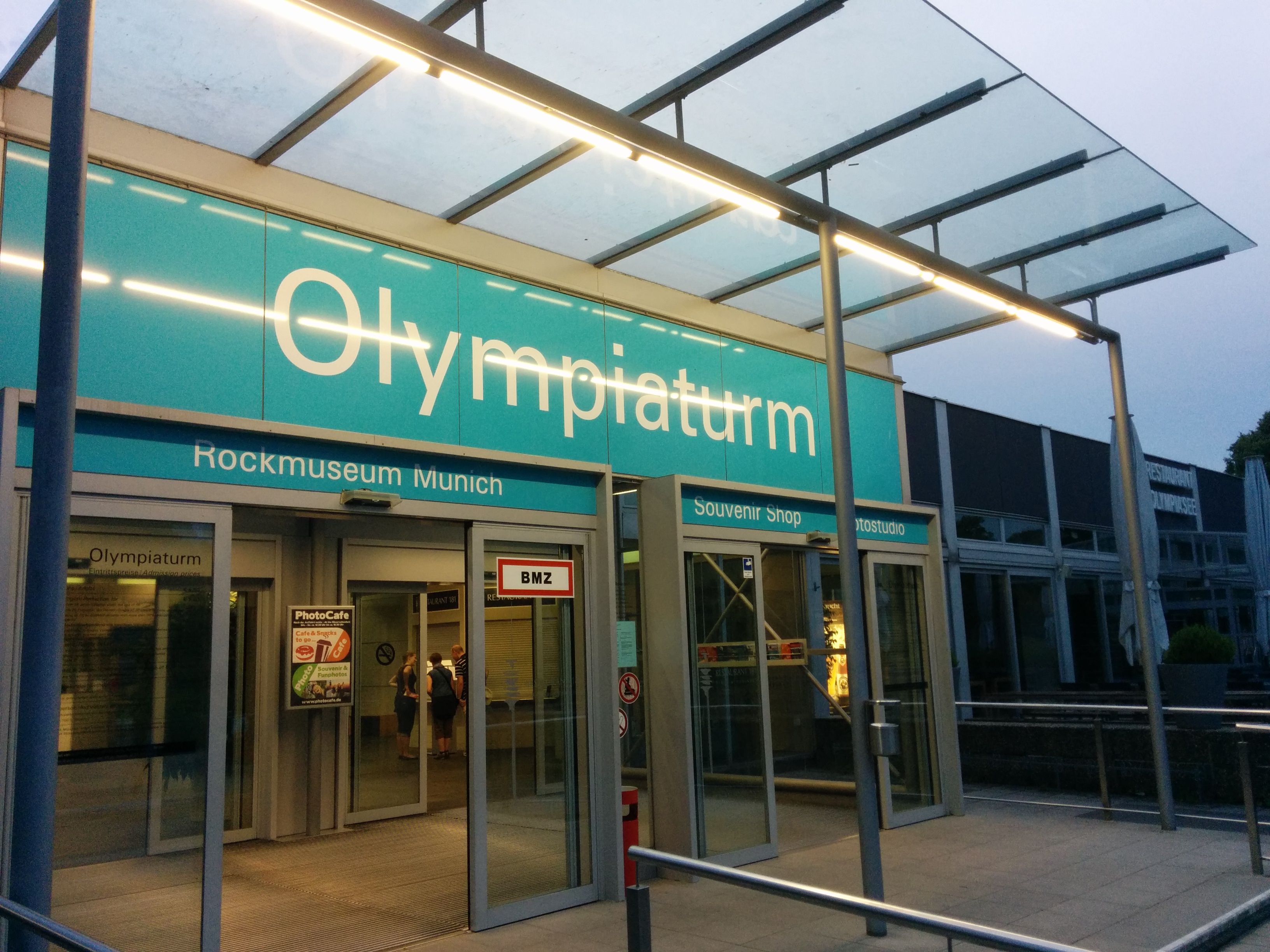
Главный вход
Почтовая марка 1972 года